# スティーヴン・H・ブラム
スティーヴン・ヘンリー・ブラム（Stephen Henry Burum, 1939年11月25日 - ）は、アメリカ合衆国の撮影監督。

## 来歴
カリフォルニア州トゥーレアリ郡ディヌバ出身。UCLA卒業後、同校で数年間講師を務め、テレビ番組『ディズニーランド』の制作に携わる。
『地獄の黙示録』と『ワイルド・ブラック/少年の黒い馬』で第二班撮影監督を務めた後、ブライアン・デ・パルマ監督の作品を中心に撮影を手掛ける。
全米撮影監督協会の協会賞に3回ノミネートされ、1993年に『ホッファ』で受賞した。2008年には功労賞を受賞した。

## 主な作品
- エンティティー 霊体 The Entity (1981)
- マジック・ボーイ The Escape Artist (1982)
- アウトサイダー The Outsiders (1983)
- ランブルフィッシュ Rumble Fish (1983)
- 何かが道をやってくる Something Wicked This Way Comes (1983) 劇場未公開
- 地獄の7人 Uncommon Valor (1983)
- ボディ・ダブル Body Double (1984)
- セント・エルモス・ファイアー St. Elmo's Fire (1985)
- ブライド The Bride (1985)
- 800万の死にざま 8 Million Ways to Die (1986)
- アンタッチャブル The Untouchables (1987)
- ミスター・アーサー2 Arthur 2: On the Rocks (1988)
- カジュアリティーズ Casualties of War (1989)
- ローズ家の戦争 The War of the Roses (1989)
- ヒー・セッド、シー・セッド/彼の言い分、彼女の言い分 He Said, She Said (1991) 劇場未公開
- お気にめすまま Man Trouble (1991)
- レイジング・ケイン Raising Cain (1992)
- ホッファ Hoffa (1992)
- カリートの道 Carlito's Way (1993)
- シャドー The Shadow (1994)
- ミッション:インポッシブル Mission Impossible (1996)
- ファーザーズ・デイ Father's Day (1997)
- スネーク・アイズ Snake Eyes (1998)
- ミステリー・メン Mystery Men (1999)
- ミッション・トゥ・マーズ Mission to Mars (2000)
- ブロンド・ライフ Life or Something Like It (2002)
- 彼女は夢見るドラマクイーン Confessions of a Teenage Drama Queen (2004)